# Димитър Ораховац
Димитър Петров Ораховац е български лекар физиолог, професор, академик на БАН, ректор на Софийския университет в периода 1945 – 1947 г. Председател на ФК Левски София (1934).

## Биография
Димитър Ораховац е роден през 1892 г. в гр. Ловеч в семейството на д-р Петър Ораховац и е със черногорски корени. От 1909 г. е студент по медицина в Мюнхен (Германия), но избухването на Балканската война през 1912 г. прекъсва следването. Завръща се в България и постъпва като доброволец във военно-санитарната служба на Червения кръст. Участва и в Първата световна война. Събира опит в различни сфери на медицината.
През 1919 г. се завръща в Мюнхен. Дипломира се като лекар и защитава дисертация на тема „Vorstufen des Diabetes“ под ръководството на професор Хуго Кемерер.
През 1921 г. постъпва в клиниката по вътрешни болести на Медицинския факултет при Софийския университет. Асистент е на професор Васил Моллов. През 1924 г. преминава на работа към катедрата по физиология. Със стипендия на Рокфелеровата фондация работи в лабораторията на Джоузеф Баркрофт в Кеймбриджкия университет.
Редовен доцент към катедрата по физиология и физиологична химия (1926) и неин ръководител от 1928 г. Професор и декан на Медицинския факултет от 1931 г. Избиран е за ректор на Софийския университет (1945 – 1947).
От 1946 г. Димитър Ораховац е редовен член на Българската академия на науките (БАН), научен секретар (1948) и секретар на новосъздадения Научен съвет за координация (1954). През 1947 г. към БАН е създаден Институтът по експериментална медицина, преименуван по-късно в Институт по физиология (понастоящем Институт по невробиология). Негов пръв и несменяем директор до 1963 г.
Като интересна личност в областта на физиологията получава международно признание. Член на Физиологичното дружество във Великобритания и почетен член на Берлинското медицинско дружество.